# Poospiza cabanisi
Poospiza cabanisi là một loài chim trong họ Thraupidae.